# Cires-lès-Mello
Cires-lès-Mello é uma comuna francesa na região administrativa de Altos da França, no departamento de Oise. Estende-se por uma área de 16,73 km². Em 2010 a comuna tinha 4 036 habitantes (densidade: 241,2 hab./km²).